# Nuaquexote (distrito)
Nuaquexote (em árabe: نواكشوط; em francês: Nouakchott) é um distrito da Mauritânia onde está localizada a capital do país, Nuaquexote.

## Demografia
| 2000   | 2011   |
| 558195 | 765365 |